# 米拉索兰迪亚
米拉索兰迪亚是巴西圣保罗州的一个市镇。总面积166.421平方公里，总人口4274人，人口密度25.7人/平方公里。